# Saguinus midas
El tamarino midas o tití manos rubias (Saguinus midas) es una especie de primate platirrino de la familia Callitrichidae,  nativo de la Amazonia, que habita en Brasil, Guyana, Guayana Francesa, Guayana venezolana y Surinam.
Vive en grupos cooperativos territoriales de 4 a 15 integrantes. la defensa es una prioridad del grupo y cuando uno es amenazado llama a los demás compañeros y pueden tornarse agresivos mostrando los dientes y las manos a manera de pequeñas garras. Es un trepador excepcional, le gusta permanecer en las ramas de los árboles entre los 5 y 25 metros de altura y puede dejarse caer unos 18 metros hasta el suelo, sin sufrir heridas.
Solamente una hembra del grupo se reproduce. El período de gestación es de 140 a 170 días y generalmente las madres paren dos crías en cada parto, que son cargadas por el padre y otros integrantes del grupo que las entregan a la madre sólo para la lactancia.
Se alimenta de frutas, flores, néctar, savia, insectos, arañas, ranas y lagartijas.
El pelaje del cuerpo es negro y el de las manos y pies dorado o amarillo. La longitud del cuerpo con la cabeza es de 20 a 30 cm. La cola mide de 27 a 44 cm. Pesa de 265 a 430 gramos. Puede vivir unos 10 a 13 años en la selva y hasta 16 en cautividad.
Sus predadores naturales son tigrillos, aves rapaces y serpientes. Sin embargo, la principal amenaza que pesa sobre la especie, es la destrucción de su hábitat natural.